# Nen canviat

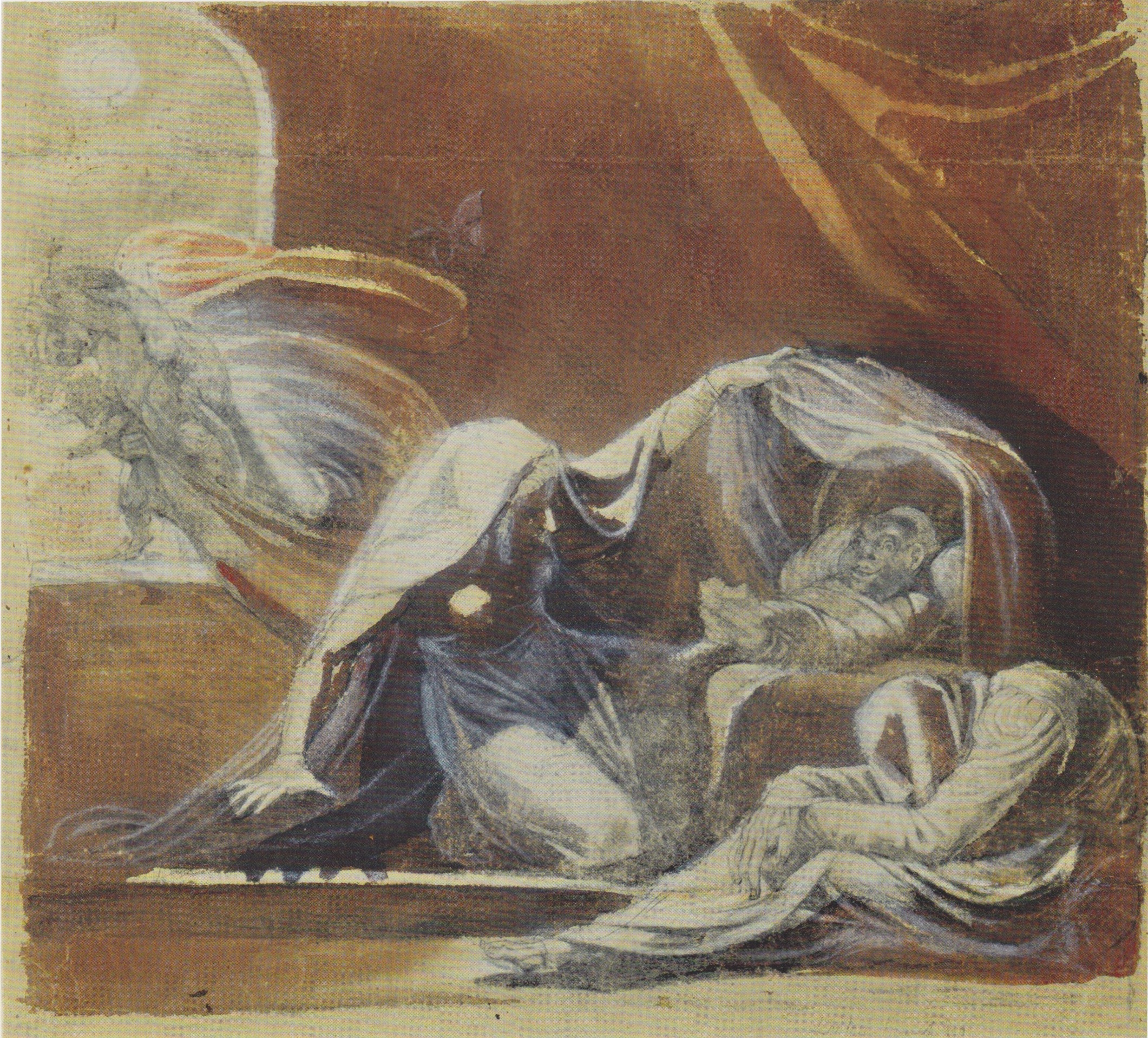
Representació d'una barata d'infant per canviat. La mare guaita el canviat en el bressol mentre un ésser no humà surt escapat amb el nadó. (Johann Heinrich Füssli, 1781).

En diverses tradicions i creences populars europees, un nen canviat és el fill d’una fada, xana, trol, elf i una altra criatura fantàstica, deixat secretament al lloc d’un nen robat. La suposada motivació per aquest canvi varia entre el desig de tenir un servent humà, l’amor cap als nens o la simple malícia.
En casos rars, els més grans de la població de les fades s'intercanviaven en el lloc d'un nadó humà, de manera que la vella fada pogués viure còmodament, sent mimada pels seus pares humans. Es pensava que els encants senzills com un abric invertit o unes tisores de ferro obertes deixades on dorm el nen, els allunyaven; altres mesures incloïen una vigilància constant sobre el nen.
La realitat que s’amaga de darrere d'aquestes llegendes és el naixement de nens deformes o retardats. En l'antiguitat, la gent creia que una criatura sobrenatural havia canviat a aquests nens abans que els pares hagueren tingut temps de batejar-los. Inclòs a Irlanda, l'explicació a l'esquerranisme era la del nen canviat.
El folklorista D. L. Ashliman proposa en el seu assaig 'Changelings' que les històries de canviants il·lustren un aspecte de la supervivència de les famílies a l'Europa preindustrial. La subsistència d'una família de camperols sovint depenia del treball productiu de cada membre, i era difícil proveir a una persona que fos un drenatge permanent dels escassos recursos de la família. "El fet que l'apetit voraç dels canviats s'esmenti amb tanta freqüència indica que els pares d'aquests nens desafortunats van veure en la seva continuïtat una amenaça per al sosteniment de tota la família. Els contes canviats donen suport a altres proves històriques que suggereixen que l'infanticidi fou sovint la solució escollida."
Les fades també s'endurien humans adults, especialment els acabats de casar i les noves mares; Els adults joves eren portats a casar-se amb fades, mentre que les noves mares sovint eren portades a alletar els nadons de fades. Sovint, quan era raptat un adult en lloc d'un nen, es deixava un objecte com un tronc en lloc de l'humà robat, encantat per semblar-se a la persona. Aquest objecte substitut de l'humà semblaria emmalaltir i morir, ser enterrat per la família humana, mentre que l'humà viu estava entre les fades. Bridget Cleary és un dels casos més coneguts d'una persona adulta que la seva família creia que era una nena canviada; el seu marit la va matar intentant forçar les fades a retornar la seva dona "real".